# Methylococcaceae
Methylococcaceae bilden eine Familie der Gammaproteobacteria und sind neben den Crenotrichaceae (bzw.  Methylomonadaceae in der GTDB) ein Mitglied der Ordnung Methylococcales. Sie zählen zu den methanotrophen Bakterien, sie sind in der Lage mit Methan als einzige Kohlenstoffquelle für den Aufbau der Zellsubstanz (Assimilation) und zum Energiegewinn zu wachsen. Durch die Verwertung des Treibhausgases Methan sind sie ökologisch sehr wichtig. Der Entzug von Methan aus der Atmosphäre durch den Stoffwechsel dieser Bakterien hat einen mildernden Effekt auf die Klimaerwärmung.
Diese Ordnung bzw. Familie von methanotrophen Bakterien ist zu unterscheiden von den Methanococcales respektive Methanococcaceae, Methanbildner unter den Archaeen (Phylum Euryarchaeota alias Methanobacteriota).

## Merkmale
Die Zellen der Arten der Methylococcaceae sind stäbchen- oder kokkenförmig. Teilweise treten Zellketten auf. Einige Arten bilden cystenförmige Körperchen als Ruhestadien.

## Stoffwechsel
Die Methylococcaceae zählen zu den methanotrophen Bakterien, eine Untergruppe der methylotrophen Bakterien. Methylotrophe sind in der Lage, Verbindungen, die keine C–C-Bindungen aufweisen, zu verwerten. In diesen Molekülen ist entweder nur ein Kohlenstoffatom (wie z. B. Methanol, und  Formiat) enthalten oder kein Kohlenstoffatom direkt mit einem anderen verbunden. Zu diesen Verbindungen zählen z. B. Trimethylamin, Methylamin und Dimethylamin. Die methanotrophen Bakterien können außerdem noch Methan nutzen. Hierzu dient das Enzym Methan-Monooxygenase (MMO), welches bei den Methylotrophen nicht vorhanden ist. Mit Hilfe des Enzyms MMO wird Methan zu Methanol oxidiert. Methanol wird dann weiter genutzt und die dabei gewonnene Energie auf die Atmungskette übertragen und ATP erzeugt. Einige Bakterienarten, wie z. B. Arten der Gattungen Methylobacter, Methylococcus und Methylosphaera sind zusätzlich in der Lage Stickstoff zu fixieren.

## Stellung innerhalb der Methylotrophen
Die methanotrophen Bakterien werden aufgrund von verschiedenen Merkmalen, wie Zellaufbau und Stoffwechsel in drei Gruppen, Gruppe I, II und X unterteilt. Die Methylococcaceae zählen zu der Gruppe I. Sie nutzen Einkohlenstoffverbindungen im Stoffwechsel mit Hilfe des Ribulosemonophosphatweg. Im Stoffwechsel der Gruppe II wird Kohlenstoff über den Serinweg fixiert. Arten der Familie Methylocystaceae zählen z. B. zu dieser Gruppe. Weiteres Unterscheidungsmerkmal ist die Form der inneren Membranen. In der Gruppe I sind sie in Stapeln angeordnet, in Typ II verlaufen sie hingegen parallel zur äußeren Zellmembran. Die Gruppe X ist wiederum eine Untergruppe der Gruppe I. Die Besonderheit bei diesen Bakterien ist die Fähigkeit neben Methan auch CO2 zu fixieren. Hierzu zählen die Gattungen Methylococcus und Methylocaldum.
Methylococcus capsulatus ist ein ungewöhnlicher Methanotropher vom Typ I, da es Formaldehyd über den Ribulosemonophosphatweg bildet, aber auch einige Enzyme des Serinweg besitzt, welcher typisch für Arten der Familie Methylocystaceae ist. Die DNA dieser Art hat einen relativ hohen GC-Gehalt, der eher für Methanotrophe vom Typ II charakteristisch ist.
Fakultativ methylotrophe Bakterien sind nicht auf Einkohlenstoffverbindungen angewiesen, können sie aber zusätzlich nutzen, wie z. B. verschiedene Arten von Arthrobacter, Pseudomonas, Micrococcus und Bacillus.

## Systematik

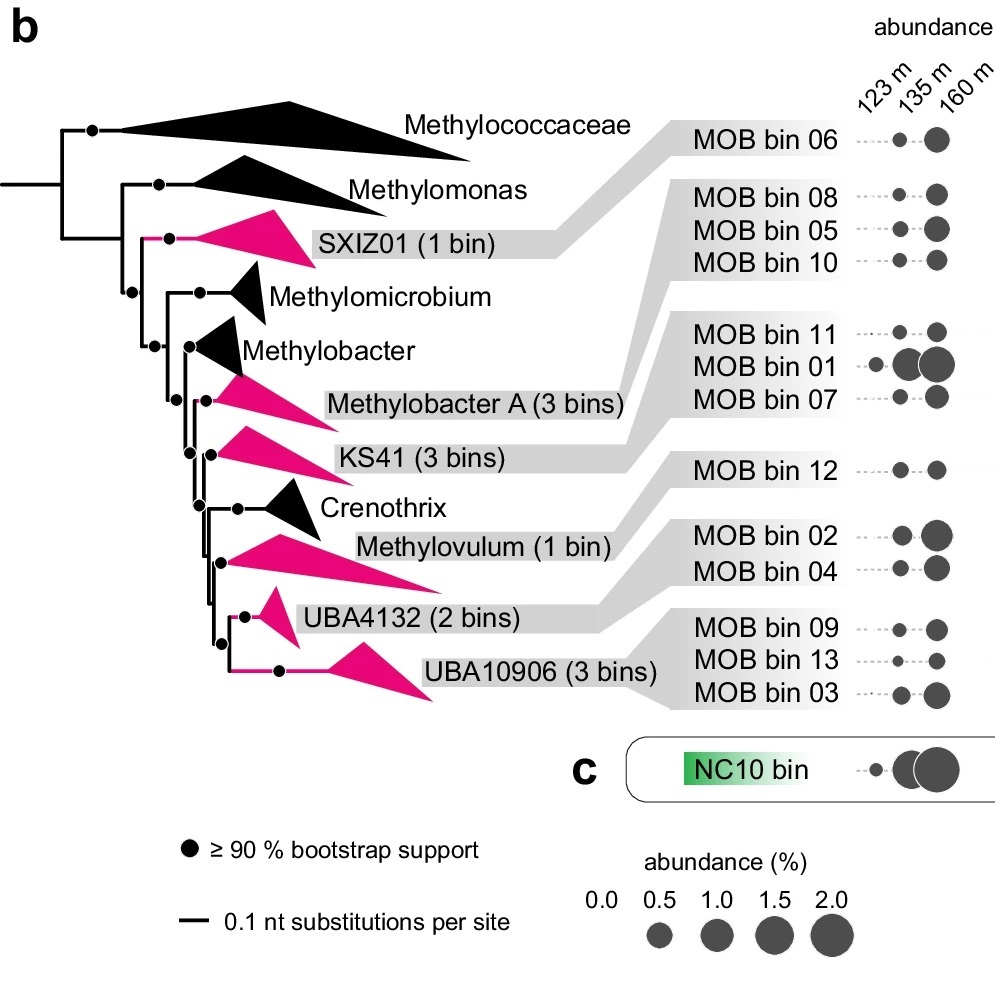
Phylogenetischer Baum der Gamma-MOB (Methan-oxidierenden Gammaproteobakterien, d. h. Methylococcales), sowie Häufigkeit dieser Bakterien und der NC10-MOB (Methylomirabilota) im geschichteten Zugersee, abhängig von der Tiefe (nach Sina Schorn et al., 2024).

Die Familie Methylococcaceae zählt zu der Ordnung Methylococcales der Gammaproteobacteria.
Das Bakterium Crenothrix polyspora (auch unter dem Namen Brunnenfaden bekannt) ist ebenfalls in der Lage Methan zu oxidieren. Analysen seiner 16S rRNA-Sequenz zeigen die hohe Verwandtschaft mit der Art Methylobacter psychrophilus. Die Gattung Crenothrix wird daher in der ebenfalls zu der Ordnung Methylococcales zählenden Familie Crenotrichaceae geführt.

### Innere Systematik
Es folgt eine Liste von Gattungen der Methylococcaceae nach der List of Prokaryotic names with Standing in Nomenclature (LPSN) (Stand 28. August 2024):
Familie Methylococcaceae Whittenbury & Krieg 1984
- Gattung „Candidatus Methanofishera“ Russell et al. 2020
- Gattung Methylicorpusculum Saidi-Mehrabad et al. 2020
- Gattung Methylobacter Bowman et al. 1993
- Gattung Methylocaldum Bodrossy et al. 1998
- Gattung „Candidatus Methylocalor“ Liu et al. 2024
- Gattung Methylococcus Foster & Davis 1966
- Gattung Methylocucumis Pandit & Rahalkar 2019 [„Ca. Methylocucumis“ Pandit et al. 2018]
- Gattung Methylogaea Geymonat et al. 2011
- Gattung Methyloglobulus Deutzmann et al. 2015
- Gattung „Methylolobus“ Rahalkar et al. 2020 [„Methylotetracoccus“ Ghashghavi et al. 2019]
- Gattung Methylomagnum Khalifa et al. 2015
- Gattung Methylomarinum Hirayama et al. 2013
- Gattung Methylomicrobium Bowman et al. 1995
- Gattung Methylomonas (ex Leadbetter 1974) Whittenbury & Krieg 1984
- Gattung Methyloparacoccus Hoefman et al. 2014[8]
- Gattung Methyloprofundus Tavormina et al. 2015
- Gattung Methylosarcina Wise et al. 2001
- Gattung Methylosoma Rahalkar et al. 2007
- Gattung Methylosphaera Bowman et al. 1998
- Gattung „Candidatus Methylospira“ Danilova et al. 2016
- Gattung Methyloterricola Frindte et al. 2017
- Gattung „Methylovarius“ Romanovskaya 1984
- Gattung Methylovulum Iguchi et al. 2011

### Äußere Systematik
Systematik der Ordnung Methylococcales nach der List of Prokaryotic names with Standing in Nomenclature (LPSN) (Stand 28. August 2024):
Ordnung Methylococcales Bowman 2005
- Familie Crenotrichaceae Hansgirg 1888 (Approved Lists 1980) mit Crenothrix polyspora
- Familie Methylococcaceae Whittenbury & Krieg 1984
- Familie Methylothermaceae Hirayama et al. 2019
  - Gattung Methylohalobius Heyer et al. 2005
  - Gattung Methylomarinovum Hirayama et al. 2014
  - Gattung Methylothermus Hirayama et al. 2019 [„Methylothermus“ Tsubota et al. 2005]
- ohne Familienzuordnung
  - Gattung Methylotuvimicrobium Orata et al. 2019
  - Gattung „Candidatus Methylumidiphilus“ corrig. Rissanen et al. 2018 [„Ca. Methyloumidiphilus“ Rissanen et al. 2018]

Abweichende Taxonomien:
Auch mit Stand 28. August 2024 ist die Taxonomie der Ordnung noch in Diskussion. Die Systematik der Genome Taxonomy Database (GTDB) weicht von der obigen in folgenden Punkten ab:
- Die Gattung Methylumidiphilus gehört dort zur Familie Methylococcaceae
- Die Gattungen Methylomonas, Methylicorpusculum, Methylobacter, Methyloglobulus, Methylomarinum, Methylomicrobium, Methyloprofundus, Methylosarcina und Methylovulum – nach der LPSN alle den Methylococcaceae zugehörig – bilden zusammen mit Crenothrix und Methylotuvimicrobium eine Familie Methylomonadaceae (die offenbar die Crenotrichaceae einschließt).
- Zur Ordnung Methylococcales gehört dort noch die Familie Cycloclasticaceae mit der Gattung Cycloclasticus (in der LPSN zur Familie Piscirickettsiaceae der Ordnung Beggiatoales).